# NigComSat-1
NigComSat-1 — нигерийский спутник связи. Изначально контракт на создание спутника был подписан в 2004 году. Он был запущен в Китае компанией Nasrda и стал третьим африканским геостационарным спутником связи. Был запущен в 16:01 UTC 13 мая 2007 года с космодрома Сичан в Китае с помощью китайской ракеты-носителя Чанчжэн-3B. Космический аппарат эксплуатировался компанией Nigerian Communications Satellite Ltd (NIGCOMSAT). 11 ноября 2008 года спутник NigComSat-1 вышел из строя на орбите из-за нехватки энергии и неисправности солнечной батареи.

## Запуск
Спутник стал третьим нигерийским спутником, выведенным на орбиту, был запущен на геостационарную переходную орбиту, а затем успешно выведен на геостационарную орбиту с наклонением 42,5°. Его стартовая масса составляла 5,150 кг, а ожидаемый срок службы — 15 лет.

## Характеристики
Данный спутник был создан на базе китайской спутниковой платформы DFH-4 и оснащён различными транспондерами:
- 4 трансподера C-диапазона, 1
- 4 транспондеров Ku-диапазона,
- 8 транспондеров Ka-диапазона,
- 2 транспондера L-диапазона.

Его конструкция была рассчитана на покрытие многих регионов Африки в C-диапазоне и Ku-диапазоне, глобальный навигационный луч в L-диапазоне и транспондеры Ka-диапазона с точечными лучами над Нигерией, Южной Африкой и Европой.

## Роль КНР
Запуск NigcomSat-1 стал важной точкой в развитии китайского спутникового бизнеса. Впервые Китайская корпорация Great Wall Industry обеспечила все аспекты доставки спутника на орбиту для международного заказчика. Это включало производство спутника, услуги по запуску, строительство наземной станции, финансирование проекта, страхование и обучение

## Сбой и замена
10 ноября 2008 года (09:00 UTC) спутник, как сообщается, был выключен для анализа и во избежание возможного столкновения с другими спутниками. По данным компании Nigerian Communications Satellite Limited, он был переведён в «аварийный режим работы для устранения неполадок и ремонта». В итоге 11 ноября 2008 года спутник вышел из строя из-за потери питания.
24 марта 2009 года Федеральное министерство науки и технологий Нигерии, компания NigComSat Ltd. и CGWIC подписали ещё один контракт на доставку на орбиту спутника NigComSat-1R. Спутник NigComSat-1R также использует спутниковую платформу DFH-4 с усовершенствованиями по сравнению с предыдущим спутником и был доставлен в четвёртом квартале 2011 года в качестве замены вышедшего из строя спутника NigComSat-1. Он был успешно запущен 19 декабря 2011 года.